# 畝田站
畝田站（日语：／ Uneda eki */?）是位於石川縣金澤市松村町，北陸鐵道金石線的鐵路車站（廢站）。

## 概要
此站大約是在金石線的中間位置，因此此站設有列車進行交會。另外，車站鄰近金澤市立工業高校，因此有許多學生使用此站。

## 歷史
- 1914年（大正3年）8月11日：金石電氣鐵道車站啟用[1]。
- 1943年（昭和18年）10月13日：在合併後成為北陸鐵道金石線車站。
- 1971年（昭和46年）9月1日：金石線全線廢除，此站也被廢除[1]。

## 駅構造
此站是地面車站，設有1面2線的島式月台，可進行列車交會。月台上設有候車室。此站是無人車站。

## 現狀
車站遺址被用作擴寬金石街道。

## 相鄰車站
北陸鐵道
金石線
藤江－畝田－寺中

## 注腳
1. 1 2  今尾惠介《日本鐵道旅行地圖帳》6號 北信越（新潮社、2008年）p.31
2. ↑  （Photo Publishing，2022年4月刊）101頁

## 相關項目
- 日本鐵路車站列表 U